# Ярицький Степан Дмитрович
Ярицький Степан Дмитрович (Псевдо: Дорош, Кармелюк, Крамаренко; 1922, Семаківці (тепер — у складі с. Тустань), Галицький район, Івано-Франківська область — 20 березня 1951, біля с. Поплавники, Галицький район, Івано-Франківська область) — лицар Бронзового хреста бойової заслуги УПА.

## Життєпис
В УПА з весни 1944 р. Вояк сотні «Різуна» (1944), ройовий (1944), чотовий сотні «Сірі» (1944—1945), командир сотні «Звірі» куреня УПА «Смертоносці» ТВ-22 «Чорний ліс» (16.07.1946-1947). 
Керівник (1947—1948) і одночасно референт СБ (1948) Тисменицького районного проводу ОУН, організаційний референт (1949-03.1951) і одночасно референт СБ (10.1950-03.1951) Тлумацького надрайонного проводу ОУН. 
Загинув у сутичці з агентурно-бойовою групою відділу 2-Н УМДБ. 
Булавний (?), старший булавний (14.10.1946), хорунжий (14.10.1947) УПА.

## Нагороди
- Згідно з Наказом військового штабу воєнної округи 4 «Говерля» ч. 6 від 15.12.1946 р. старший булавний УПА Степан Ярицький – «Крамаренко» нагороджений Бронзовим хрестом бойової заслуги УПА.

## Вшанування пам'яті
1.12.2017 р. від імені Координаційної ради з вшанування пам’яті нагороджених Лицарів ОУН і УПА у м. Галич Івано-Франківської обл. Бронзовий хрест бойової заслуги УПА (№ 038) переданий Марії Панчак, племінниці Степана Ярицького – «Крамаренка».